# Expedició 3
L'Expedició 3 va ser la tercera estada de llarga durada en l'Estació Espacial Internacional, immediatament després de l'Expedició 2. El Comandant Frank Culbertson va ser l'únic membre de la tripulació americà, com també l'únic americà fora de la Terra durant els atemptats terroristes de l'11 de setembre, que la tripulació va fotografiar i gravar en vídeo des de l'Estació Espacial Internacional.

## Tripulació
| Posició           | Astronauta                                         | Astronauta                                         |
| ----------------- | -------------------------------------------------- | -------------------------------------------------- |
| Comandant         | Frank L. Culbertson, Jr., NASA Tercer vol espacial | Frank L. Culbertson, Jr., NASA Tercer vol espacial |
| Enginyer de vol 1 | Mikhaïl Tiurin, RSA Primer vol espacial            | Mikhaïl Tiurin, RSA Primer vol espacial            |
| Enginyer de vol 2 | Vladímir Dejúrov, RSA Segon vol espacial           | Vladímir Dejúrov, RSA Segon vol espacial           |

## Objectius de la Missió

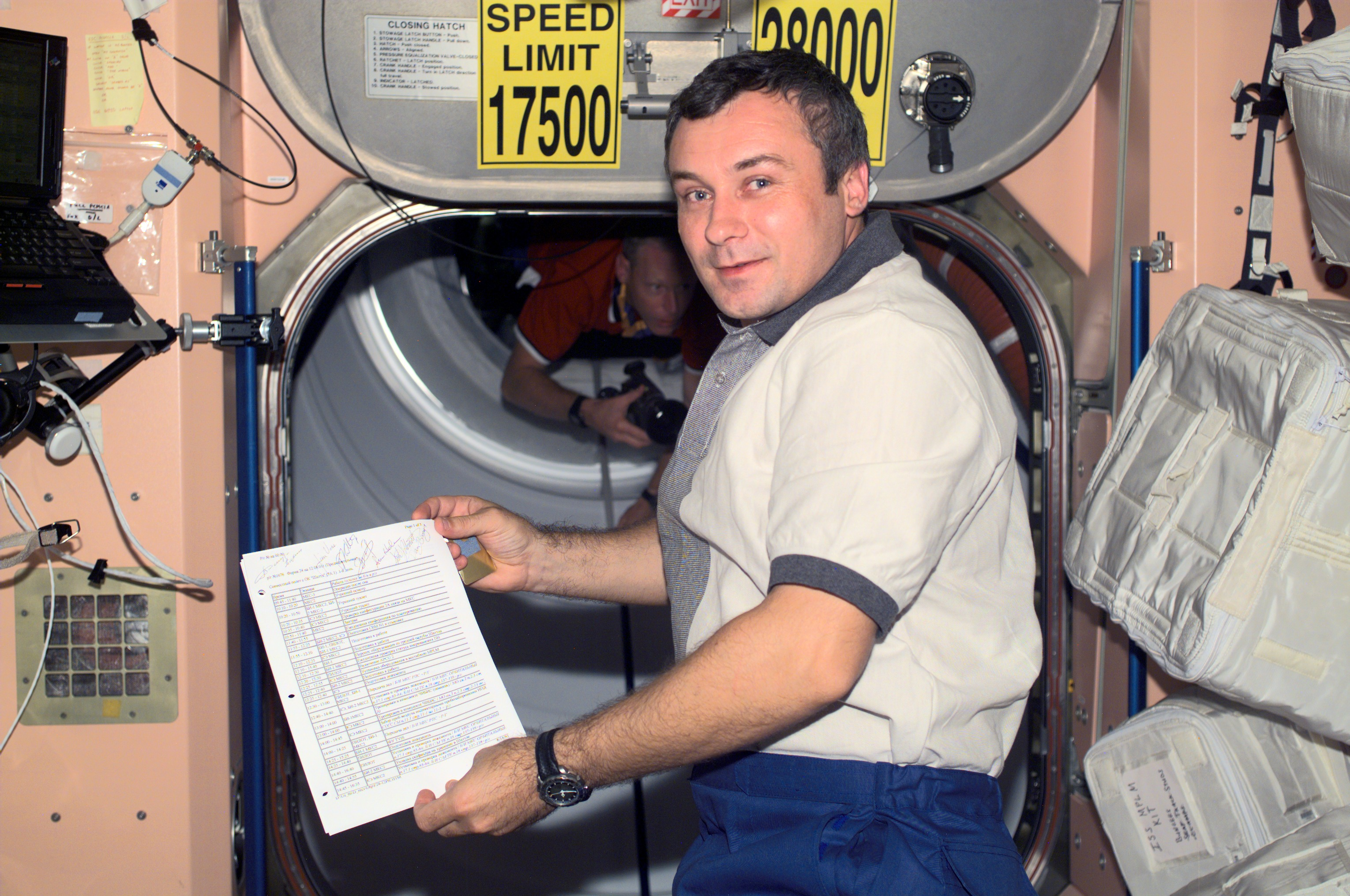
Vladímir N. Dejúrov, l'enginyer de vol de l'Expedició 3 en el mòdul Unity de l'Estació Espacial Internacional. (NASA)

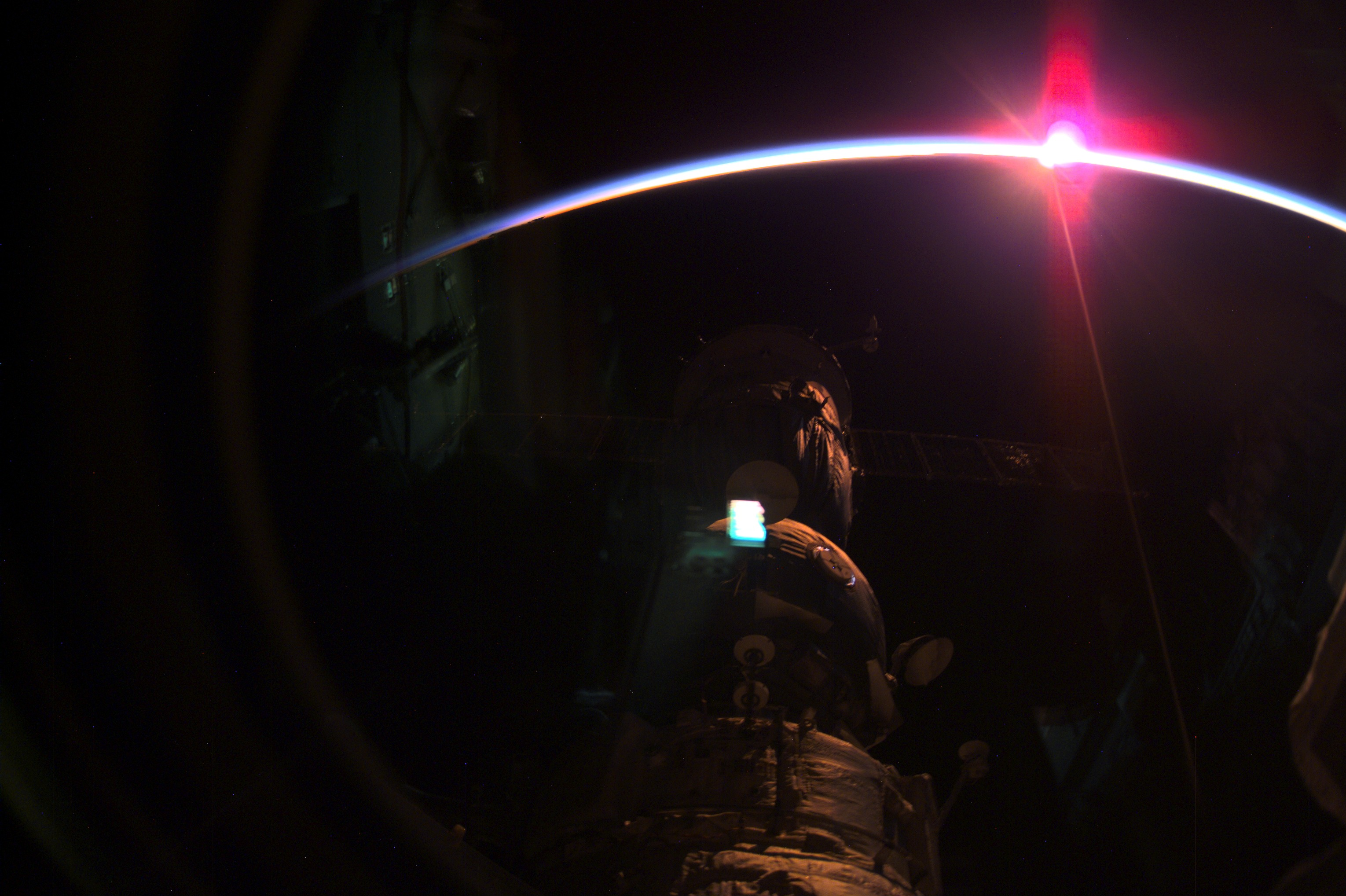
Una posta de sol i la prima línia blava de l'horitzó de la Terra fotografiat per un membre de l'Expedició 3.

La investigació a l'espai iniciada per les dues tripulacions anteriors bord de l'Estació Espacial Internacional (ISS) es va ampliar durant la missió de la tercera expedició. La tercera tripulació resident es va enlairar el 10 d'agost de 2001 en el Transbordador Espacial Discovery durant la missió STS-105 i va prendre el control del complex el 13 d'agost de 2001. La tripulació va dur a terme una activitat científica intensa i quatre passeigs espacials. La tripulació de l'Expedició Tres va acabar la seva residència de 117 dies a bord de l'ISS el 8 de desembre de 2001 quan els seus propis seients Soiuz van ser traslladats al Transbordador Espacial Endeavour pel viatge de retorn en la missió STS-108.
La tripulació de l'Expedició 3 de l'Estació Espacial Internacional va gaudir d'una vista única de la pluja de meteors Leònids del 2001. "Semblava que estàvem veient ovnis que s'acosten a la terra volant en formació, tres o quatre alhora," segons recorda l'astronauta Frank Culbertson. "Hi havia centenars per minut just per sota de nosaltres, realment espectacular!" Els informes de premsa havien advertit els observadors del cel per avançat: En el 18 de novembre de 2001, la Terra va ser colpejada amb fragments del Cometa Tempel-Tuttle. Innombrables trossets de pols d'estel es convertirien en meteorits quan xoquen contra l'atmosfera terrestre a 64,000 m/s. Els experts van predir un espectacle inoblidable ... i va ser així. Milions de persones van veure l'espectacle, però només tres—els que eren bord de l'estació espacial—ho van veure des de dalt. "Vam mirar cap avall per veure els meteors," va declarar en Culbertson. "Això es deu a l'atmosfera (on la pols del cometa es crema) és just per sota de l'estació."
Un equip internacional de tres persones eren la tercera tripulació per viure a bord de l'Estació Espacial Internacional. L'equip va ser dirigit pel comandant nord-americà Frank Culbertson, i acompanyat pels dos tripulants russos Vladímir Dejúrov, pilot de missió, i l'enginyer de vol Mikhaïl Tiurin. Com a part de la missió STS-105, el Discovery va lliurar la tripulació de l'Expedició 3 a l'estació. Durant la seva estada de quatre mesos, la tripulació va veure com s'ampliava el complex orbital i augmentava l'activitat científica. La tripulació de l'Expedició 3 va tornar a la Terra en la missió STS-108.

## Passeigs espacials
Les quatre caminades espacials durant l'Expedició 3 van ser finalitzades utilitzant el vestit espacial rus Orlan i des de la cambra d'aire del Pirs en el segment rus de l'Estació Espacial Internacional.
| Missió            | Caminadors espacials | Inici (UTC)                  | Fi (UTC)                     | Duració           |
| ----------------- | --- | ---------------------------- | ---------------------------- | ----------------- |
| Expedició 3 EVA 1 | Vladímir Dejúrov Mikhaïl Tiurin | 8 d'octubre de 2001 14:23    | 8 d'octubre de 2001 19:21    | 4 hores 58 minuts |
| Expedició 3 EVA 1 | Dejúrov i Tiurin van realitzar les connexions entre la Pirs i el mòdul de servei Zvezda de l'estació. Els astronautes van instal·lar un cable que va permetre les comunicacions de ràdio per a les caminades espacial entre les dues seccions de l'estació. També van instal·lar passamans al compartiment nou. Després, es va instal·lar una escala exterior que s'utilitzarà per ajudar a deixar astronautes a l'escotilla de la Pirs. Tiurin i Dejúrov van instal·lar la grua de càrrega Strela a l'estació. |                              |                              |                   |
| Expedició 3 EVA 2 | Dejúrov Tiurin | 15 d'octubre de 2001 09:17   | 15 d'octubre de 2001 15:09   | 5 hores 52 minuts |
| Expedició 3 EVA 2 | Dejúrov i Tiurin van instal·lar els experiments comercials russos en l'exterior de la Pirs. Entre els experiments és un conjunt d'investigacions sobre com diversos materials reaccionen amb l'entorn espacial durant un temps llarg. Anomenat MPAC-SEEDS, la investigació es troba en tres contenidors de la mida de maletins. |                              |                              |                   |
| Expedició 3 EVA 3 | Dejúrov Frank Culbertson | 12 de novembre de 2001 21:41 | 13 de novembre de 2001 02:45 | 5 hores 4 minuts  |
| Expedició 3 EVA 3 | Dejúrov i Culbertson van connectar els cables de l'exterior de la Pirs pel sistema d'acoblament automàtic Kurs. Ells van completar les proves de la grua de càrrega Strela, utilitzant un caminador espacial a l'extrem de la grua per simular una càrrega. També van inspeccionar i fotografiar un petit panell solar al mòdul de servei Zvezda que no tenia una part d'un plafó totalment desplegat. |                              |                              |                   |
| Expedició 3 EVA 4 | Dejúrov Tiurin | 3 de desembre de 2001 13:20  | 3 de desembre de 2001 16:06  | 2 hores 46 minuts |
| Expedició 3 EVA 4 | Dejúrov i Tiurin van treure una obstrucció que impedia que una nau de subminstrament Progress s'acoblés fermament amb l'Estació Espacial Internacional. També es van prendre fotografies de les restes, que era un segell de goma de la nau de càrrega prèvia i de la interfície d'acoblament. |                              |                              |                   |

## Emblema
L'emblema de l'Expedició 3 descriu el llibre de la història espacial, sobre el capítol de l'estació espacial russa Mir i el transbordador espacial per al pròxim capítol, que serà escrit en el futur en les pàgines en blanc pels exploradors de l'espai treballant per al benefici del món sencer. El llibre és una presentació del que l'estació es veurà un cop acabada, amb el transbordador espacial acoblat.